# Poecilomyia cyanogaster
Poecilomyia cyanogaster är en tvåvingeart som beskrevs av Willi Hennig 1937. Poecilomyia cyanogaster ingår i släktet Poecilomyia och familjen Richardiidae.
Artens utbredningsområde är Peru. Inga underarter finns listade i Catalogue of Life.